# Ягатс (Орегон)
Ягатс (англ. Yachats) — місто (англ. city) в США, в окрузі Лінкольн штату Орегон. Населення — 994 особи (2020).

## Географія
Ягатс розташований за координатами 44°18′44″ пн. ш. 124°6′7″ зх. д. / 44.31222° пн. ш. 124.10194° зх. д. (44.312137, -124.101827).  За даними Бюро перепису населення США в 2010 році місто мало площу 2,39 км², з яких 2,36 км² — суходіл та 0,03 км² — водойми.

## Демографія
Згідно з переписом 2010 року, у місті мешкало 690 осіб у 400 домогосподарствах у складі 198 родин. Густота населення становила 289 осіб/км².  Було 807 помешкань (338/км²).
Расовий склад населення:
| - 95,2 % — білих - 1,7 % — корінних американців - 0,6 % — азіатів - 0,1 % — чорних або афроамериканців |

До двох чи більше рас належало 1,6 %. Частка іспаномовних становила 4,8 % від усіх жителів.
За віковим діапазоном населення розподілялося таким чином: 4,9 % — особи молодші 18 років, 53,7 % — особи у віці 18—64 років, 41,4 % — особи у віці 65 років та старші. Медіана віку мешканця становила 62,3 року. На 100 осіб жіночої статі у місті припадало 87,5 чоловіків;  на 100 жінок у віці від 18 років та старших — 83,2 чоловіків також старших 18 років.
Середній дохід на одне домашнє господарство  становив 58 603 долари США (медіана — 43 352), а середній дохід на одну сім'ю — 76 237 доларів (медіана — 57 250). Медіана доходів становила 41 250 доларів для чоловіків та 31 250 доларів для жінок. За межею бідності перебувало 15,2 % осіб, у тому числі 52,1 % дітей у віці до 18 років та 2,6 % осіб у віці 65 років та старших.
Цивільне працевлаштоване населення становило 220 осіб. Основні галузі зайнятості: мистецтво, розваги та відпочинок — 25,5 %, освіта, охорона здоров'я та соціальна допомога — 21,8 %, науковці, спеціалісти, менеджери — 15,5 %, роздрібна торгівля — 9,5 %.